# إينروفلوكساسين
إينروفلوكساسين Enrofloxacin هو مضاد حيوي من زمرة الفلوروكينولون. يستخدم ضد الجراثيم إيجابية الغرام وسلبياته التي تصيب الحيوانات الأليفة، منها:
الزائفة الزنجارية، الكلبسيلة، الإشريكية القولونية، الأمعائية، العطيفة، الشيغيلا، السالمونيلا، الغازية، المستدمية، بروتيوس، يرسينيا، السراتية، الضمة، البروسيلا، الكلاميديا، تراخوما، المكورات العنقودية.
يفضل تجنب الجرعة الزائدة منه لأنه سبب العديد من الآثار الجانبية كالقيء وفقدان الشهية، وقد تكون خطيرة كاحداث العمى الدائم.

## آلية العمل
تثبيط الدنا جيراز اللازم لتضاعف الدنا الجرثومي.